# Alessandro Guagnini

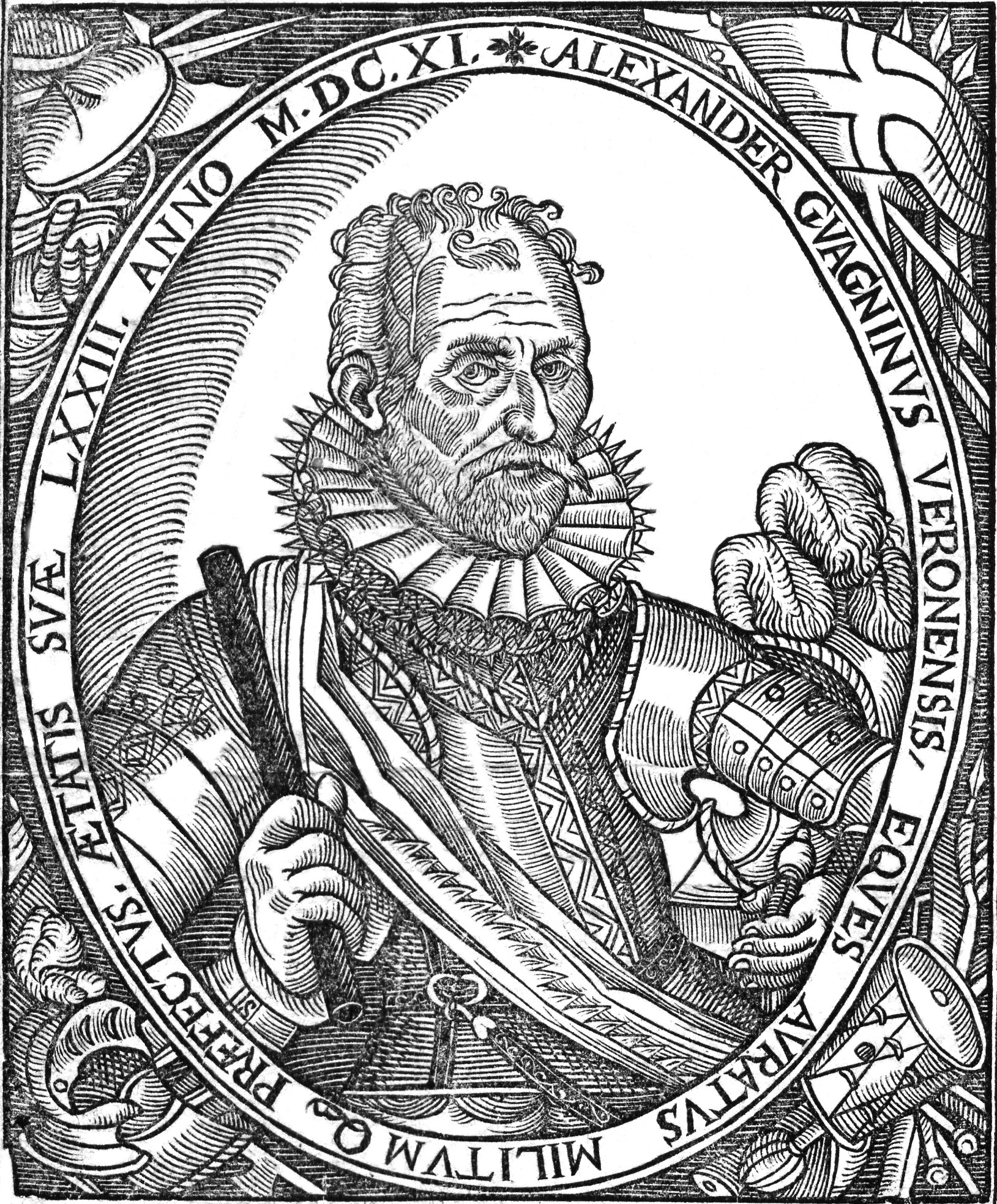
Alessandro Guagnini

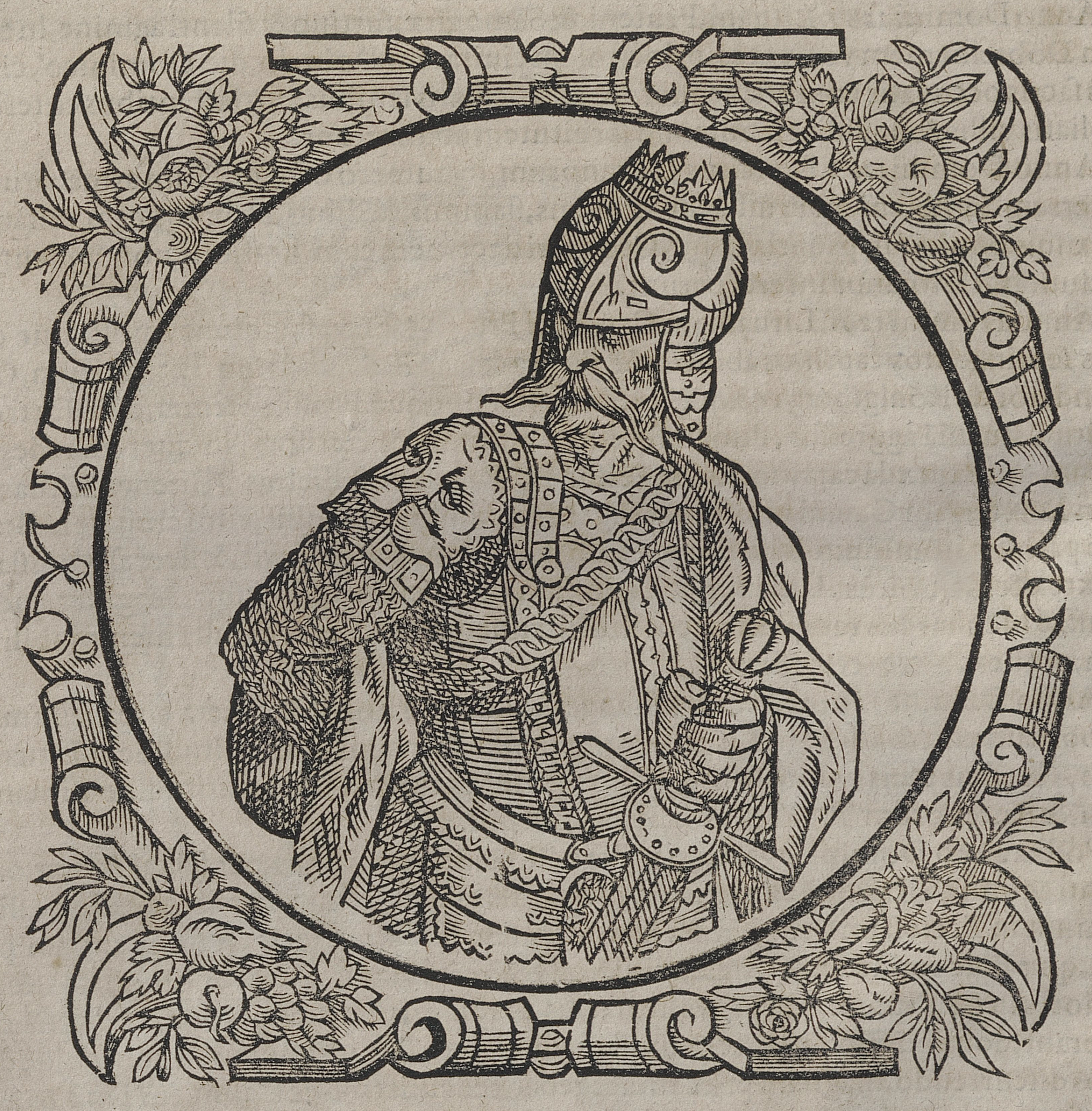
Portrait de Gediminas. La même image sert à illustrer le personnage de Casimir III de Pologne

Alessandro Guagnini (parfois francisé en Alexandre Guagnini ; 1538-1614) est un chroniqueur italien originaire de Vérone. Il sert dans l'armée lituanienne à Vitebsk (qui fait partie du Grand-duché de Lituanie).

## Biographie
Alessandro Guagnini est connu pour avoir publié l'une des œuvres européennes en langue latine les plus lues concernant le monde est-européen, la Description de la Sarmatie européenne sous le titre: Sarmatiae Europeae descriptio, quae Regnum Poloniae, Lituaniam, Samogitiam, Russiam, Masoviam, Prussiam, Pomeraniam… complectitur', à Cracovie en 1578. Elle contient des descriptions géographiques, historiques, religieuses…
L'œuvre est considérée comme un plagiat de la Chronique de la Pologne, de la Lituanie, de la Russie, de la Prusse, de la Moscovie et de la Tartarie parue en 1582 de Mathias Strykowski avec qui il était en contact.
Malgré la controverse qui s'ensuit et qui fait l'objet d'un jugement du roi Étienne Báthory en faveur du polonais Strykowski, le livre continue à être imprimé sous le nom de Guagnini et bénéficie même d'une traduction en polonais. Une version complétée paraît en 1611.
La chronique comprend de très nombreux portraits gravés des grands-ducs de Lituanie habillés selon la mode renaissante, et qui connurent un grand succès, notamment dans les livres d'histoire 
Alessandro Guagnini meurt à Cracovie en 1614.

## Quelques images

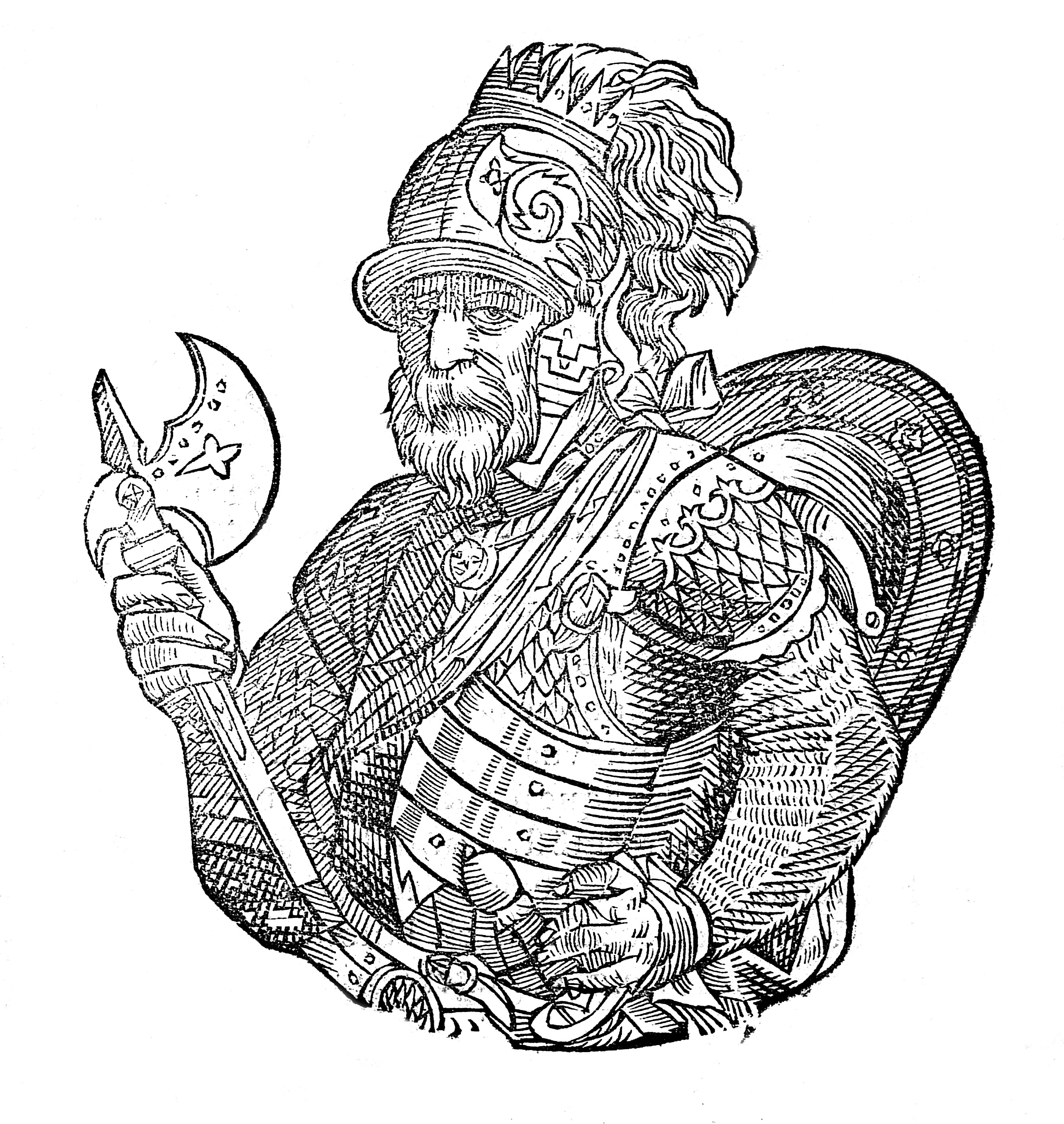
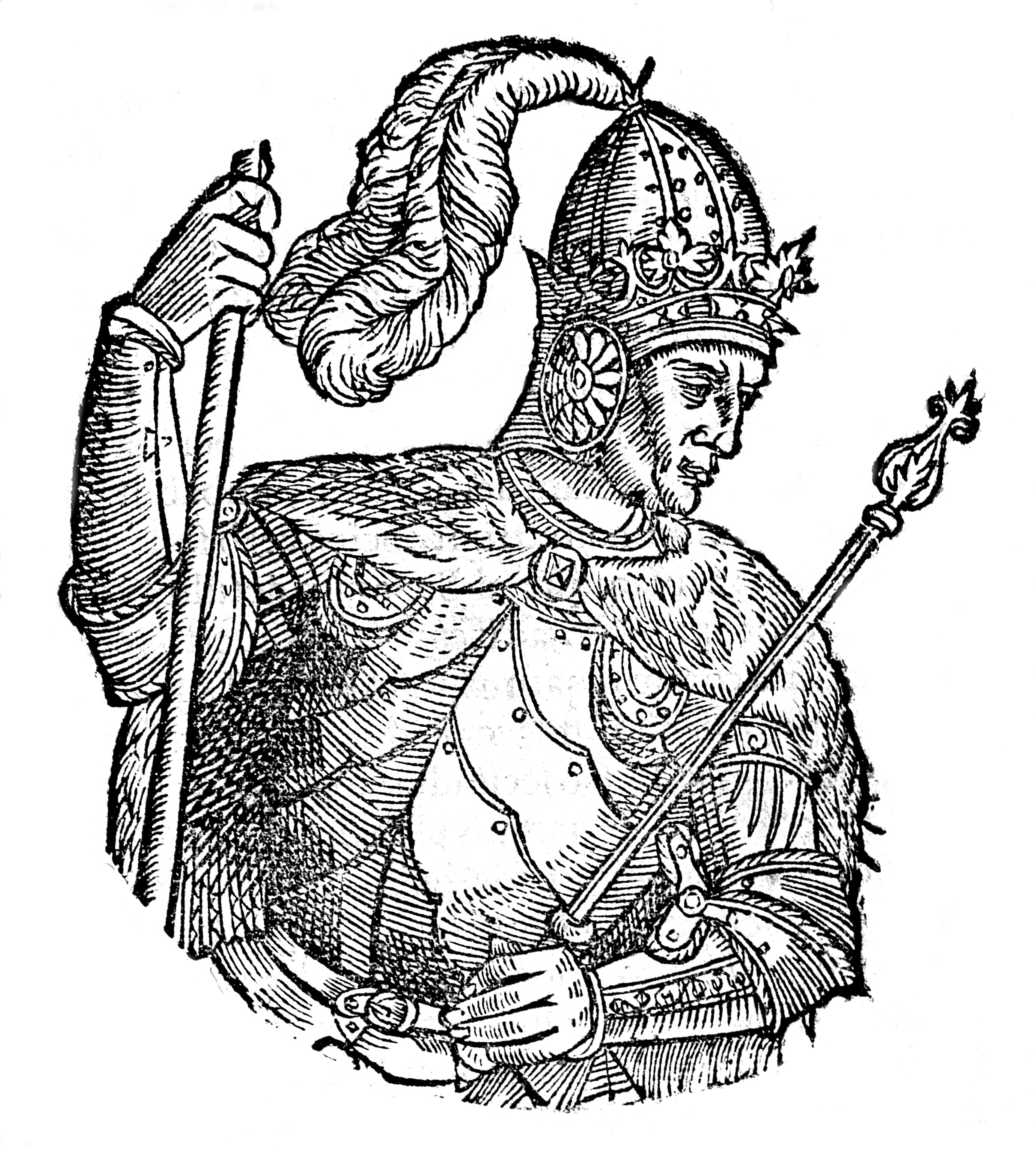
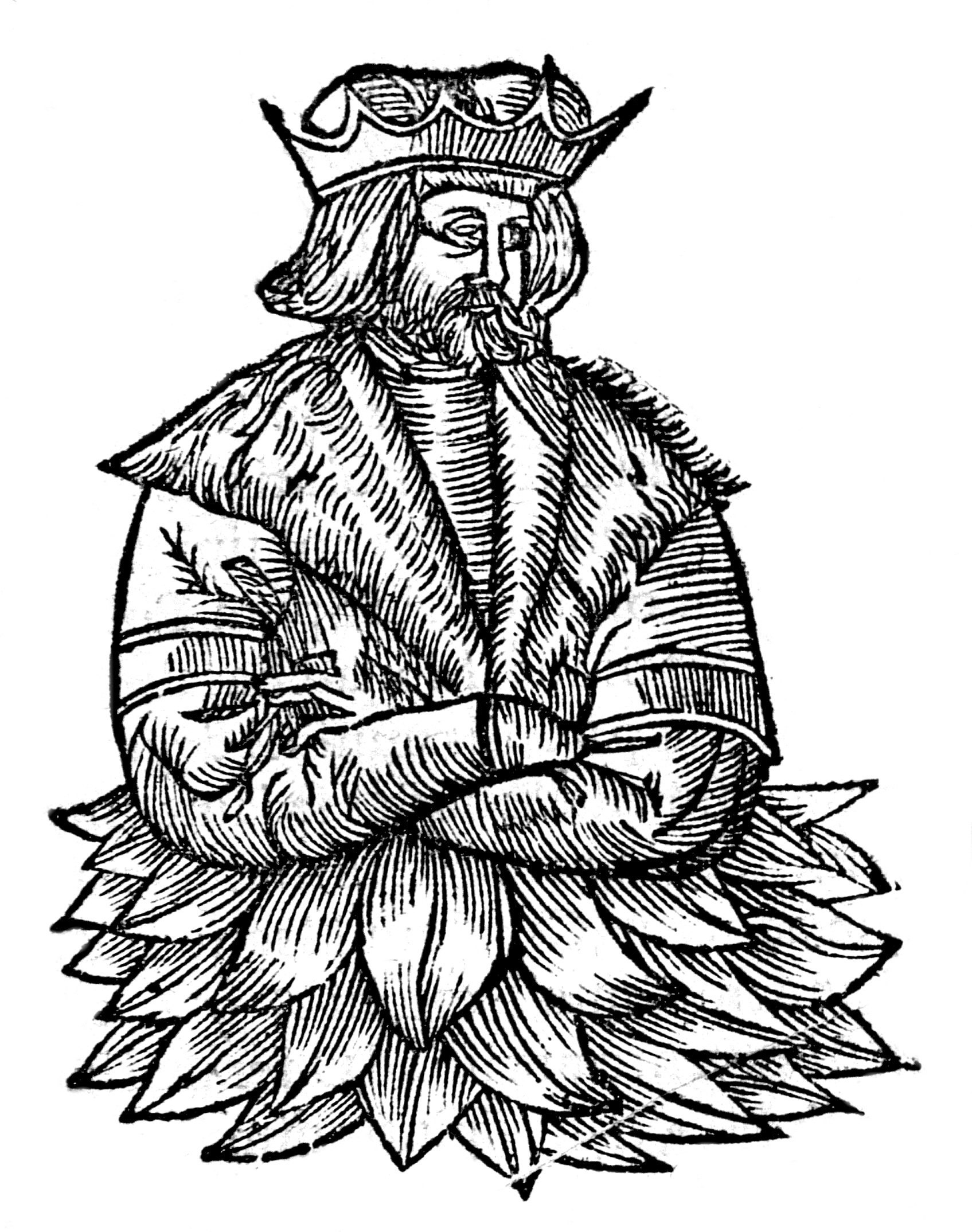
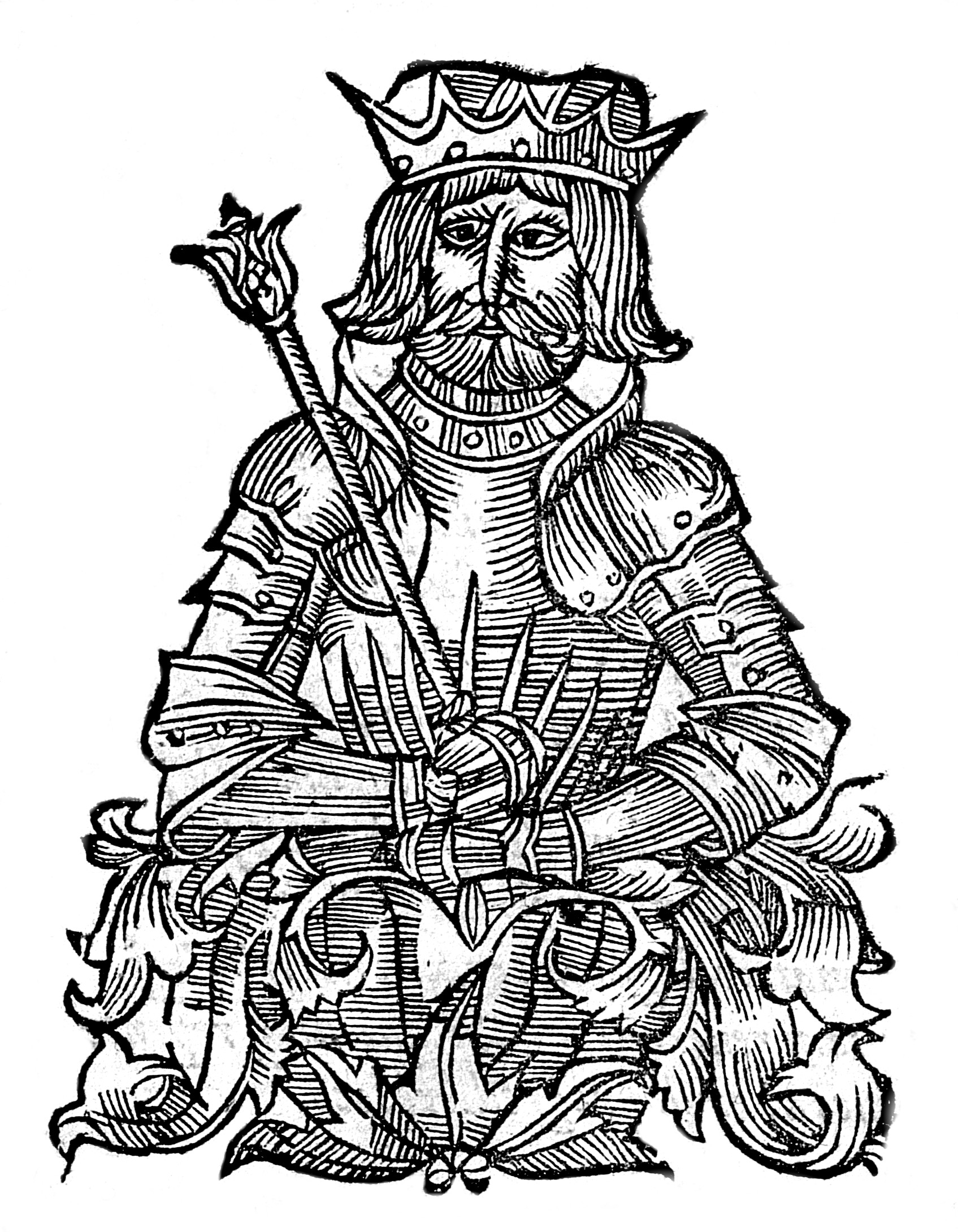
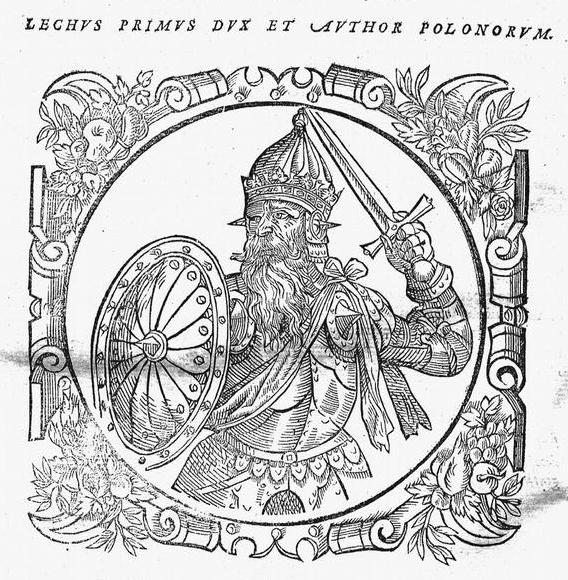
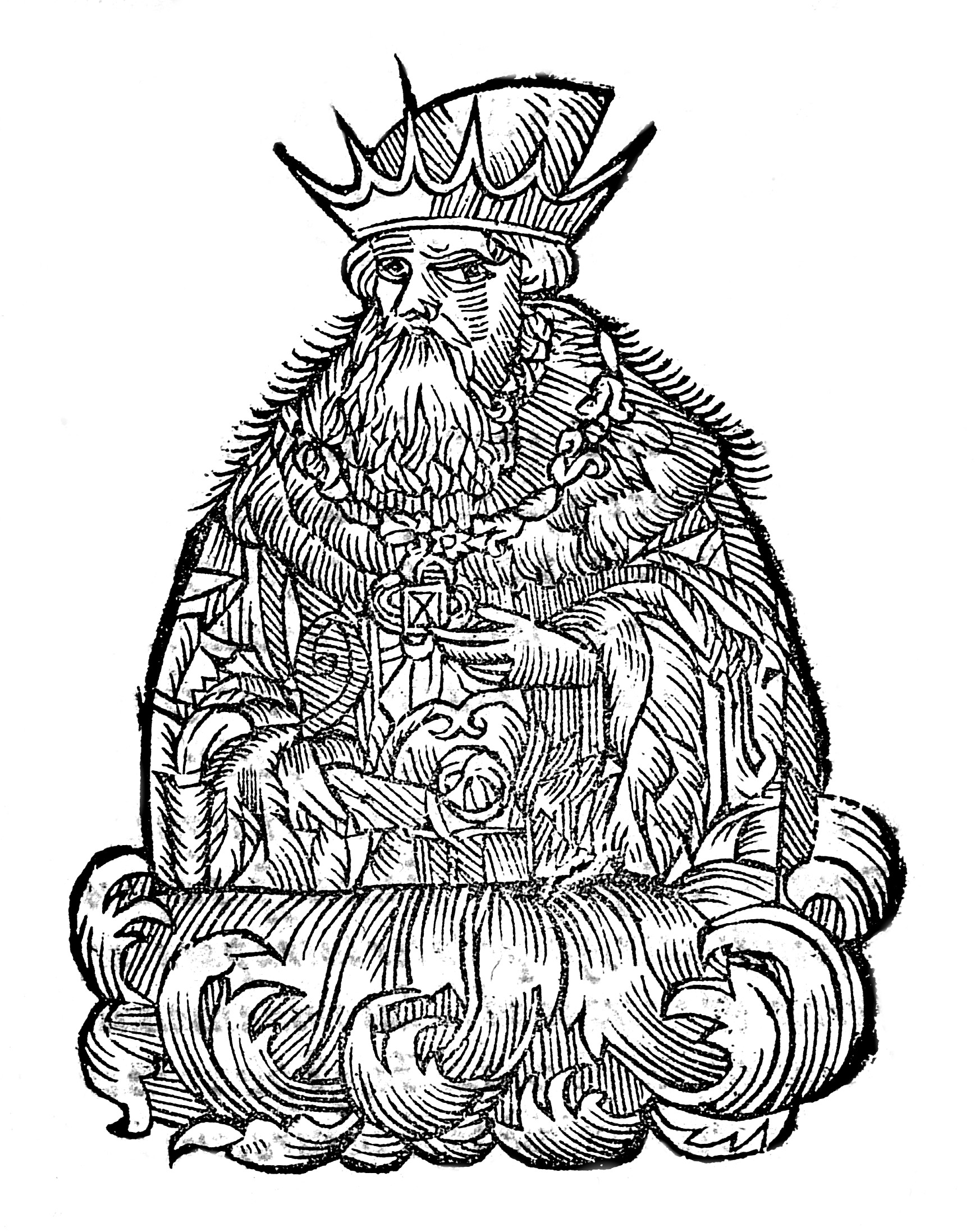
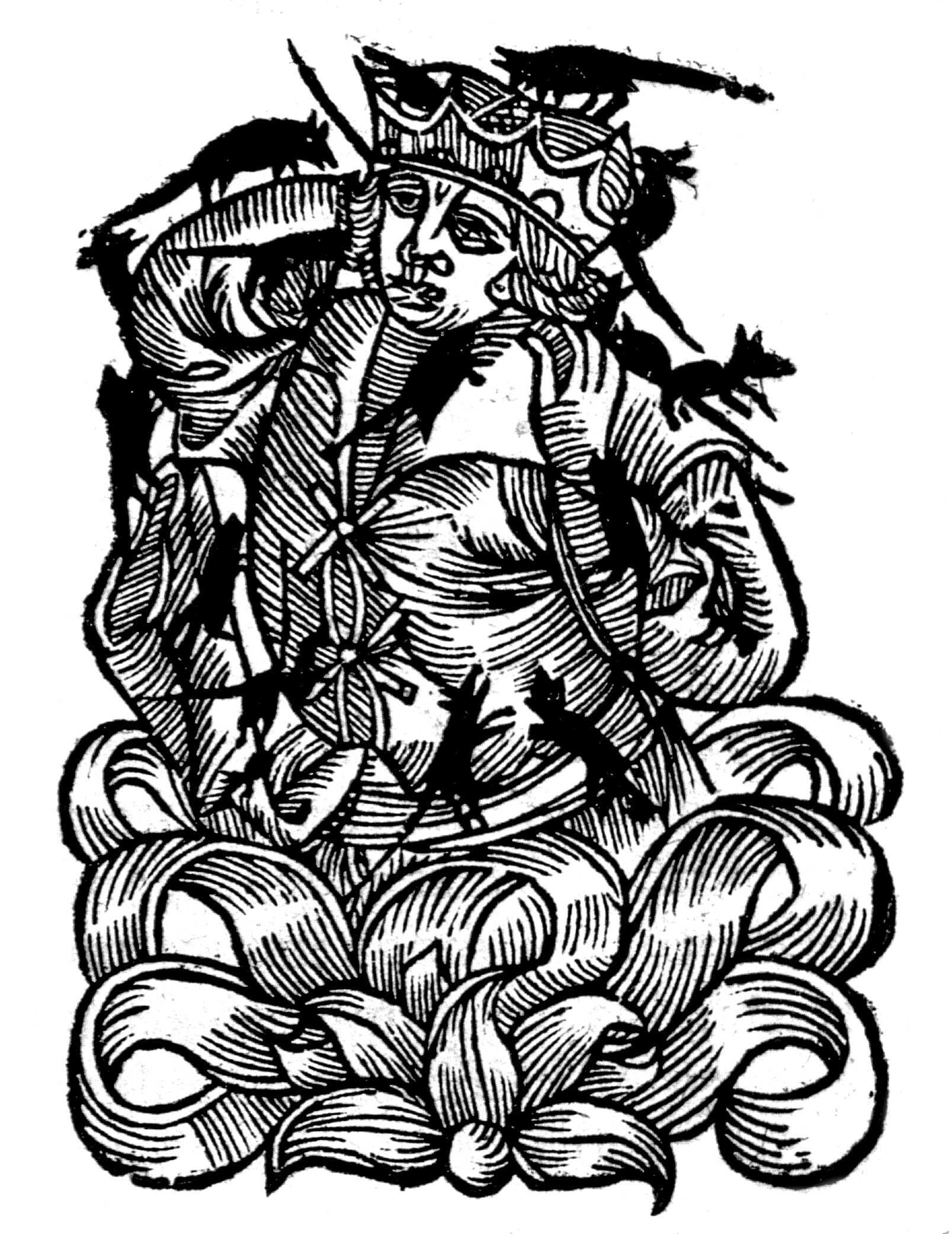
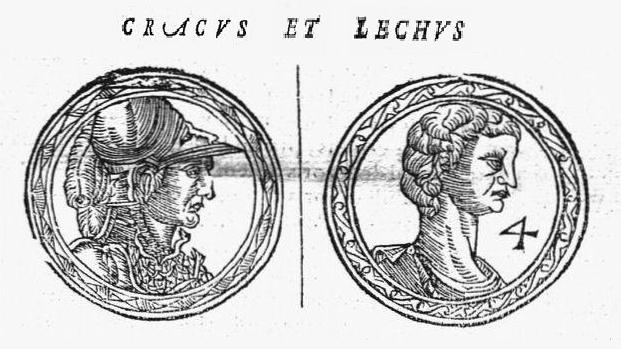
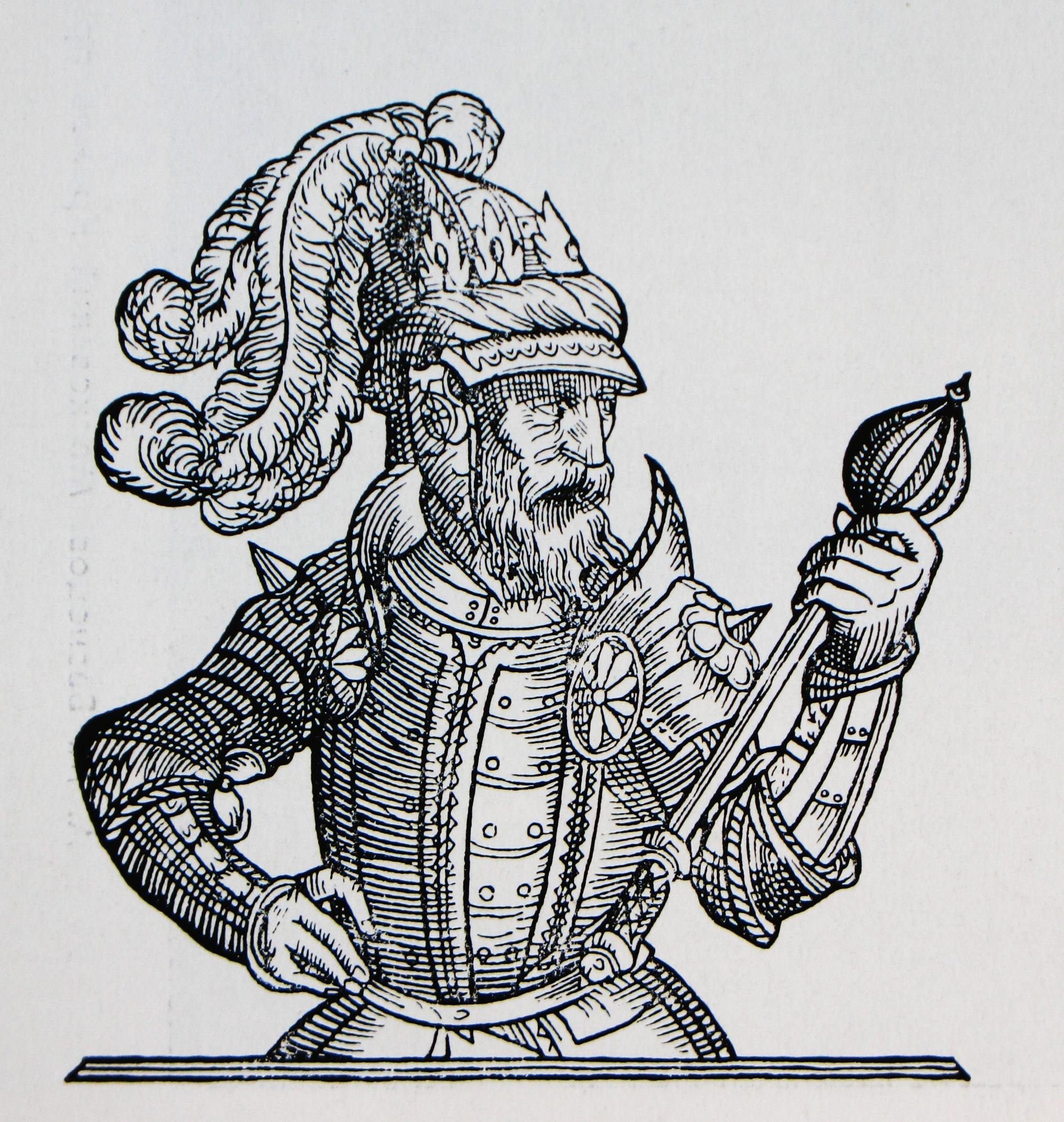
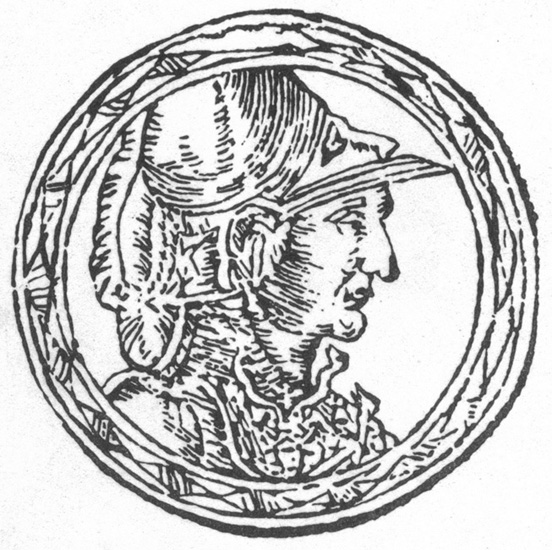
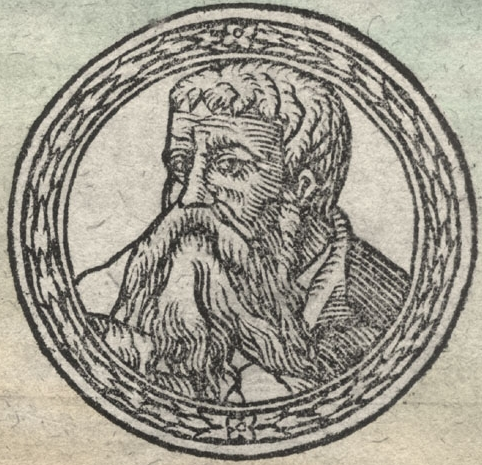
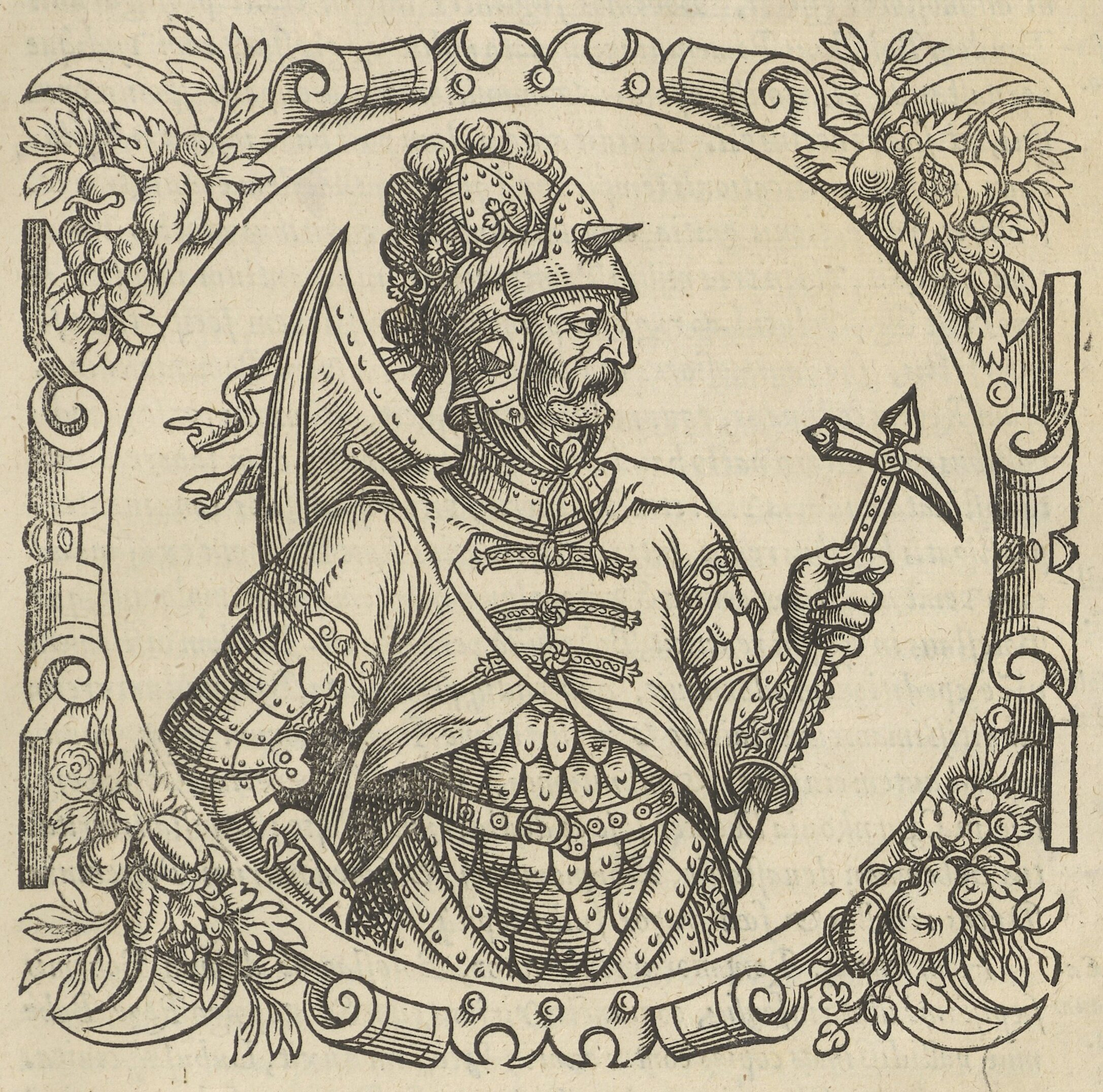
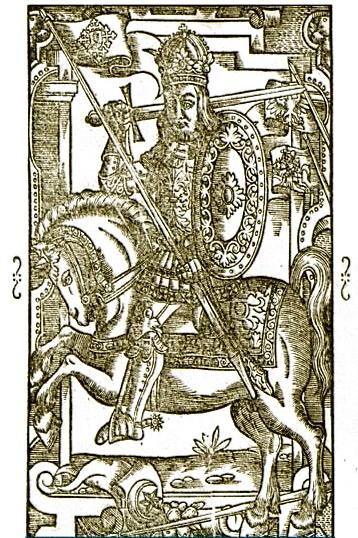
Mindaugas
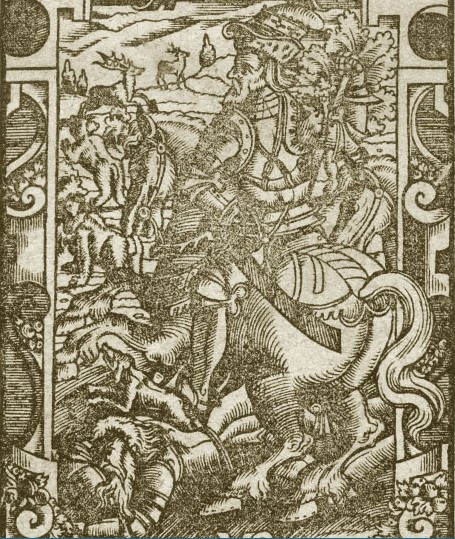